# Acton Turville
Acton Turville – wieś w Anglii, w hrabstwie ceremonialnym Gloucestershire, w dystrykcie (unitary authority) South Gloucestershire. Leży 39 km na południe od miasta Gloucester i 150 km na zachód od Londynu.